# 辛辛那提鎮區 (伊利諾伊州派克縣)
辛辛那提鎮區（英語：Cincinnati Township）是位於美國伊利諾伊州派克縣的一個行政鎮區。

## 地方資料
根據2010年美國人口普查的數據，辛辛那提鎮區的面積為69.20平方千米，當中陸地面積為61.70平方千米，而水域面積為7.50平方千米。當地共有人口30人，而人口密度為每平方千米0.43人。